# Dłoń z Irulegi
Dłoń z Irulegi (bask. Irulegiko Eskua, hiszp. la mano de Irulegi) – znalezisko archeologiczne z późnej epoki żelaza, odkopane w 2021 r. na terenie hiszpańskiej miejscowości Irulegi, położonej na południe od Pampeluny.
Dłoń z Irulegi powstała w I w. p.n.e. Prawdopodobnie powieszono ją w drzwiach domu dla rytualnej ochrony jego mieszkańców.
Wykonany z brązu przedmiot przedstawia prawą dłoń, na której wyryto pięć słów, złożonych z 40 znaków. Jedno ze słów zidentyfikowano jako sorioneku, które odpowiada współczesnemu słowu zorioneko, oznaczającemu w języku baskijskim szczęście (pozostałe słowa nie zostały jak dotąd zidentyfikowane). Jest to zatem najstarsza znana inskrypcja w języku baskijskim (dotychczas miano najstarszego tekstu w tym języku przysługiwało zbiorowi wierszy Bernarta Etxepare pt. Linguae Vasconum Primitiae z 1545 r.).

## Przypisy

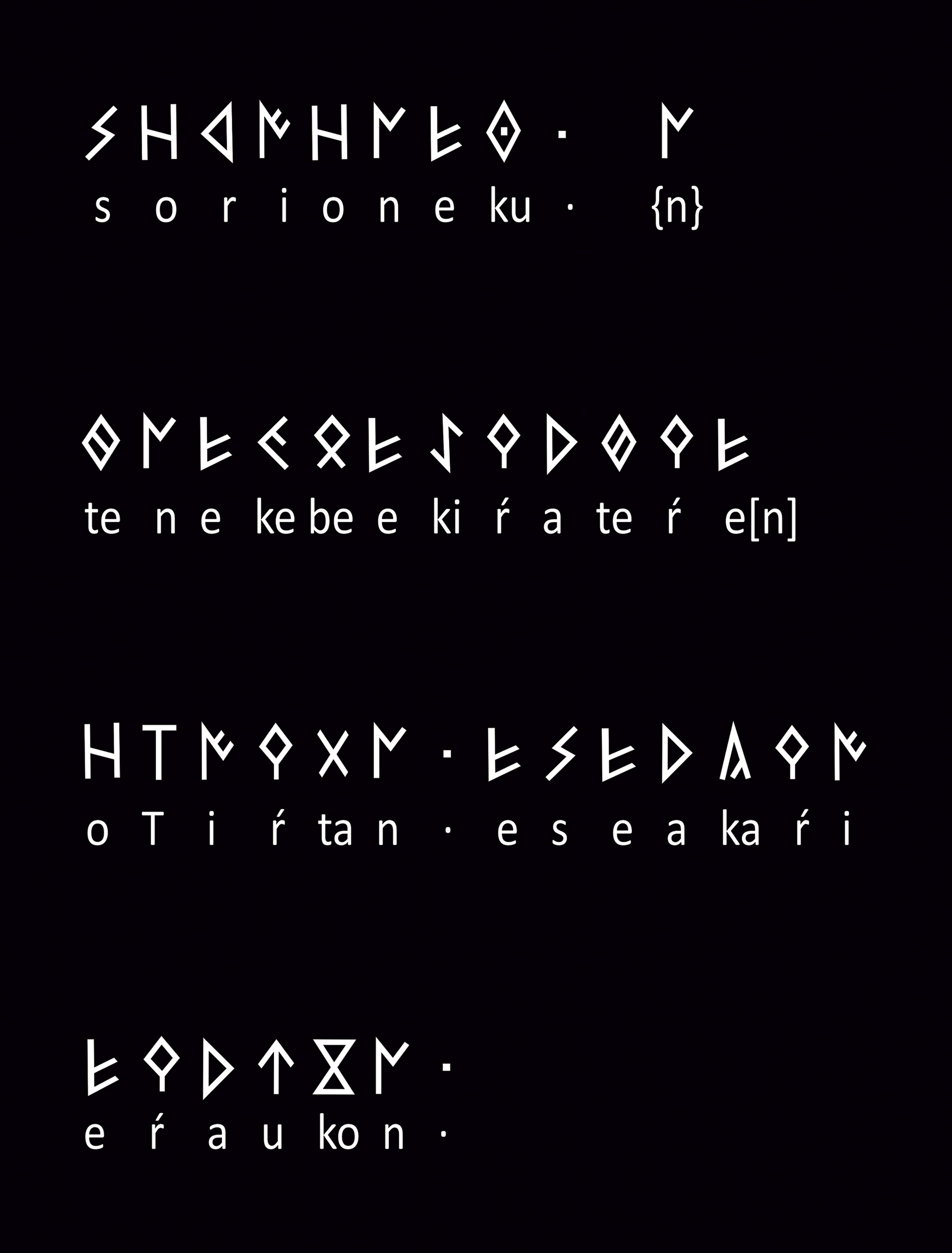
Transkrypcja znaków z dłoni z Irulegi